# هارون ۱

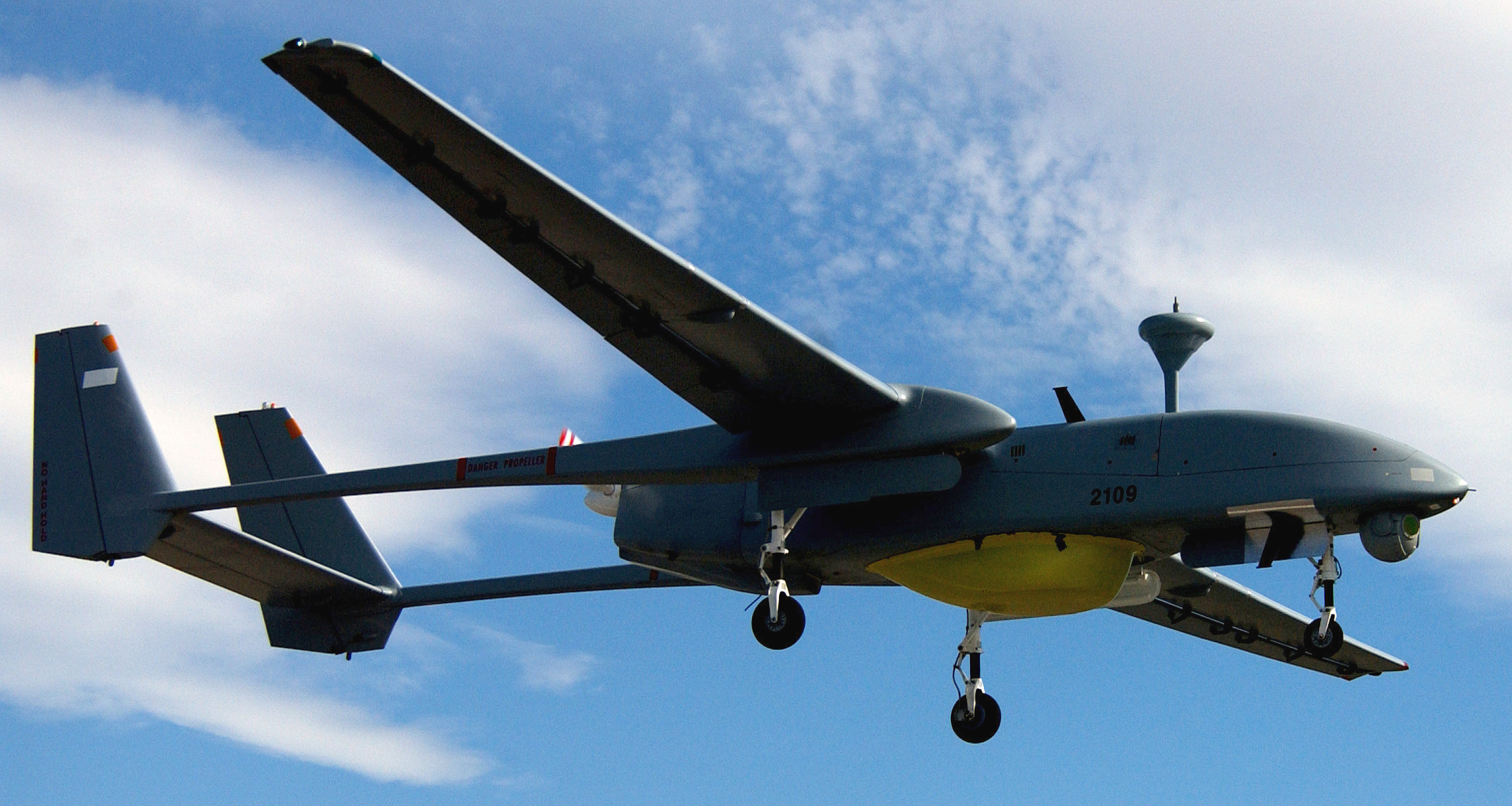
هواپیمای بدون سرنشین هارون

هارون ۱ هواپیمای بدون سرنشین و جاسوسی اسرائیل است. هواپیمای هارون ۱ اسرائیل، یکی از بزرگترین هواپیماهای بدون سرنشین جهان است که ۹ متر طول دارد و فاصله نوک بال‌های آن به ۱۷ متر می‌رسد. از این هواپیما در عملیات‌هایی با فاصله طولانی استفاده می‌شود، چرا که توانایی سی ساعت پرواز در ارتفاعی حدود ۱۰ کیلومتر را داراست.